# B&B Hotels-Vital Concept/Saison 2020
Diese Liste beschreibt die Mannschaft und die Erfolge des Radsportteams B&B Hotels-Vital Concept in der Saison 2020.

## Siege
UCI Continental Circuits
| Datum        | Rennen                                  | Kat. | Fahrer         |
| ------------ | --------------------------------------- | ---- | -------------- |
| 15. Februar  | Malaysian International Classic Race    | 1.1  | Johan Le Bon   |
| 1. August    | 1. Etappe Route d’Occitanie             | 2.1  | Bryan Coquard  |
| 6. August    | 3. Etappe Tour de Savoie Mont-Blanc     | 2.2  | Pierre Rolland |
| 5.–8. August | Gesamtwertung Tour de Savoie Mont-Blanc | 2.2  | Pierre Rolland |

### Fahrer
| Teamkader 2020          | Teamkader 2020     | Teamkader 2020 | Teamkader 2020                       |
| Name                    | Geburtsdatum       | Land           | Vorheriges Team                      |
| ----------------------- | ------------------ | -------------- | ------------------------------------ |
| Frederik Backaert       | 13. März 1990      | Belgien        | Wanty-Gobert (2019)                  |
| Cyril Barthe            | 14. Februar 1996   | Frankreich     | Euskadi Basque Country-Murias (2019) |
| Kris Boeckmans          | 13. Februar 1987   | Belgien        | Lotto-Soudal (2017)                  |
| Maxime Cam              | 9. Juli 1992       | Frankreich     | VC Pays de Loudéac (2018)            |
| Maxime Chevalier        | 16. Mai 1999       | Frankreich     |                                      |
| Bryan Coquard           | 25. April 1992     | Frankreich     | Direct Énergie (2017)                |
| Arnaud Courteille       | 13. März 1989      | Frankreich     | FDJ (2017)                           |
| Bert De Backer          | 2. April 1984      | Belgien        | Team Sunweb (2017)                   |
| Jens Debusschere        | 28. August 1989    | Belgien        | Katusha-Alpecin (2019)               |
| Adrien Garel            | 12. März 1996      | Frankreich     |                                      |
| Cyril Gautier           | 26. September 1987 | Frankreich     | AG2R La Mondiale (2018)              |
| Johan Le Bon            | 3. Oktober 1990    | Frankreich     | FDJ (2017)                           |
| Jérémy Lecroq           | 7. April 1995      | Frankreich     | Roubaix Lille Métropole (2017)       |
| Julien Morice           | 20. Juli 1991      | Frankreich     | Direct Énergie (2017)                |
| Justin Mottier          | 14. September 1993 | Frankreich     | VC Pays de Loudéac (2017)            |
| Luca Mozzato            | 15. Februar 1998   | Italien        | Dimension Data for Qhubeka (2019)    |
| Quentin Pacher          | 6. Januar 1992     | Frankreich     | Delko-Marseille Provence-KTM (2017)  |
| Kévin Réza              | 18. Mai 1988       | Frankreich     | FDJ (2017)                           |
| Pierre Rolland          | 10. Oktober 1986   | Frankreich     | EF Education First-Drapac (2018)     |
| Sebastian Schönberger   | 14. Mai 1994       | Österreich     | Neri Sottoli-Selle Italia-KTM (2019) |
| Tom-Jelte Slagter       | 1. Juli 1989       | Niederlande    | Dimension Data (2019)                |
| Jimmy Turgis            | 10. August 1991    | Frankreich     | Cofidis, Solutions Crédits (2018)    |
| Jonas Van Genechten     | 16. September 1986 | Belgien        | Cofidis, Solutions Crédits (2017)    |
| Arthur Vichot           | 26. November 1988  | Frankreich     | Groupama-FDJ (2018)                  |
|                         |                    |                |                                      |
| Quelle: ProCyclingStats |                    |                |                                      |